# Wisznia Mała (gromada)
Wisznia Mała – dawna gromada, czyli najmniejsza jednostka podziału terytorialnego Polskiej Rzeczypospolitej Ludowej w latach 1954–1972.
Gromady, z gromadzkimi radami narodowymi (GRN) jako organami władzy najniższego stopnia na wsi, funkcjonowały od reformy reorganizującej administrację wiejską przeprowadzonej jesienią 1954 do momentu ich zniesienia z dniem 1 stycznia 1973, tym samym wypierając organizację gminną w latach 1954–1972.
Gromadę Wisznia Mała z siedzibą GRN w Wiszni Małej utworzono – jako jedną z 8759 gromad na obszarze Polski – w powiecie trzebnickim w woj. wrocławskim, na mocy uchwały nr 29/54 WRN we Wrocławiu z dnia 2 października 1954. W skład jednostki weszły obszary dotychczasowych gromad Wisznia Mała, Ligota Piękna, Malin, Pierwoszów i Strzeszów ze zniesionej gminy Wisznia Mała w tymże powiecie. Dla gromady ustalono 15 członków gromadzkiej rady narodowej.
1 stycznia 1960 do gromady Wisznia Mała włączono wsie Piotrkowiczki, Mienice i Machnice ze zniesionej gromady Piotrkowiczki w tymże powiecie.
31 grudnia 1961 do gromady Wisznia Mała włączono wsie Rogóż, Kryniczno, Cienin, Raków Wielki, Raków Mały i Biskupice Widawskie oraz przysiółki Biskupiczki, Gaj i Topolno ze zniesionej gromady Psary w tymże powiecie.
31 marca 1970 z gromady Wisznia Mała wyłączono wsie Biskupice Widawskie, Biskupiczki i Raków Mały, włączając je do gromady Widawa w powiecie wrocławskim w tymże województwie.
1 stycznia 1972 do gromady Wisznia Mała włączono wsie Ozorowice i Szewce ze zniesionej gromady Pęgów w tymże powiecie.
Gromada przetrwała do końca 1972 roku, czyli do kolejnej reformy gminnej. 1 stycznia 1973 powiecie trzebnickim reaktywowano gminę Wisznia Mała.